# Apiotypa
Apiotypa är ett släkte av svampar. Apiotypa ingår i divisionen sporsäcksvampar och riket svampar.